# Under the Bridge
Under the Bridge è un singolo del gruppo musicale statunitense Red Hot Chili Peppers, pubblicato il 10 marzo 1992 come secondo estratto dal quinto album in studio Blood Sugar Sex Magik.

## Descrizione
Il cantante Anthony Kiedis scrisse il testo per esprimere la solitudine e lo sconforto che provava e per riflettere sugli stupefacenti e il loro impatto sulla sua vita, inserendo inoltre numerosi riferimenti alla sua città, Los Angeles. Kiedis inizialmente pensava che Under the Bridge non sarebbe entrata nel repertorio dei Red Hot ed era restio nel mostrarla ai suoi compagni di band fino a quando il produttore Rick Rubin non lo implorò di farlo. Il resto della band invece apprezzò il testo e scrisse la parte musicale.

### Origini e registrazione
(Rick Rubin)

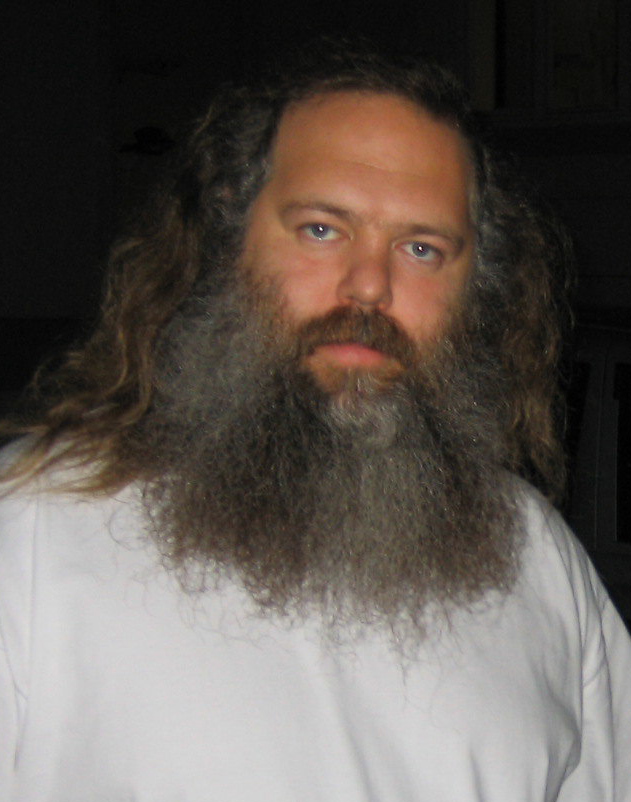
Il produttore Rick Rubin

Il produttore di Blood Sugar Sex Magik, Rick Rubin, visitava regolarmente Kiedis per discutere del materiale che aveva scritto per l'album. Mentre sfogliava un quaderno di Kiedis, Rubin trovò Under the Bridge e subito si interessò a quel testo, suggerendo a Kiedis di mostrarla al resto della band. Il cantante fu poco propenso a seguire il suggerimento di Rubin perché sentiva che il testo era troppo emotivo e diverso dallo stile dei "peperoncini". Dopo aver mostrato, cantando, la canzone al chitarrista John Frusciante e al bassista Flea, Kiedis ricorda che "si alzarono, si diressero verso i loro strumenti e iniziarono a cercare il ritmo e gli accordi per abbinarlo con la chitarra." Frusciante scelse gli accordi, che suonò nell'introduzione della canzone, per bilanciare la tristezza del testo e disse: «Il mio cervello la interpretò come una canzone davvero triste tanto che pensai che se il testo è davvero triste dovrei scrivere degli accordi che sono più felici.» Frusciante e Kiedis lavorarono per diversi giorni sulla canzone e, dopo la registrazione, Rubin pensò che la grande ed epica outro avrebbe tratto beneficio da un folto gruppo di cantanti. Frusciante perciò invitò nello studio di registrazione Gail, sua madre, e le sue amiche, ognuna delle quali cantò nel coro.

### Testo e significato
(Anthony Kiedis)
 Kiedis scrisse gran parte del testo della canzone in un periodo in cui si sentiva turbato; infatti era da circa tre anni che non faceva uso di droghe e sentiva che questo lo aveva allontanato dal resto della band. Mentre il gruppo lavorava su Blood Sugar Sex Magik, Frusciante e Flea spesso fumavano marijuana insieme, ignorando e trascurando decisamente Kiedis. Per questo, Kiedis ritenne che Frusciante "non era più nel suo mondo". Guidando verso casa dopo le prove nell'aprile 1991, Kiedis sentì un profondo senso di smarrimento. Lo stato di depressione in cui era entrato poi gli ricordava la dipendenza dall'eroina e dalla cocaina nel corso del rapporto che aveva avuto con l'ex fidanzata Ione Skye. La depressione che stava vivendo, insieme ai ricordi di Skye e al precedente uso di stupefacenti, lo portò a stress emotivo: «la solitudine che sentivo scatenò ricordi del mio tempo con Ione e di come avessi avuto questo bellissimo angelo di una ragazza che era disposto a darmi tutto il suo amore, e invece di abbracciarlo, sono stato in centro con quei cazzo di gangsters sparandomi speedball sotto un ponte.»

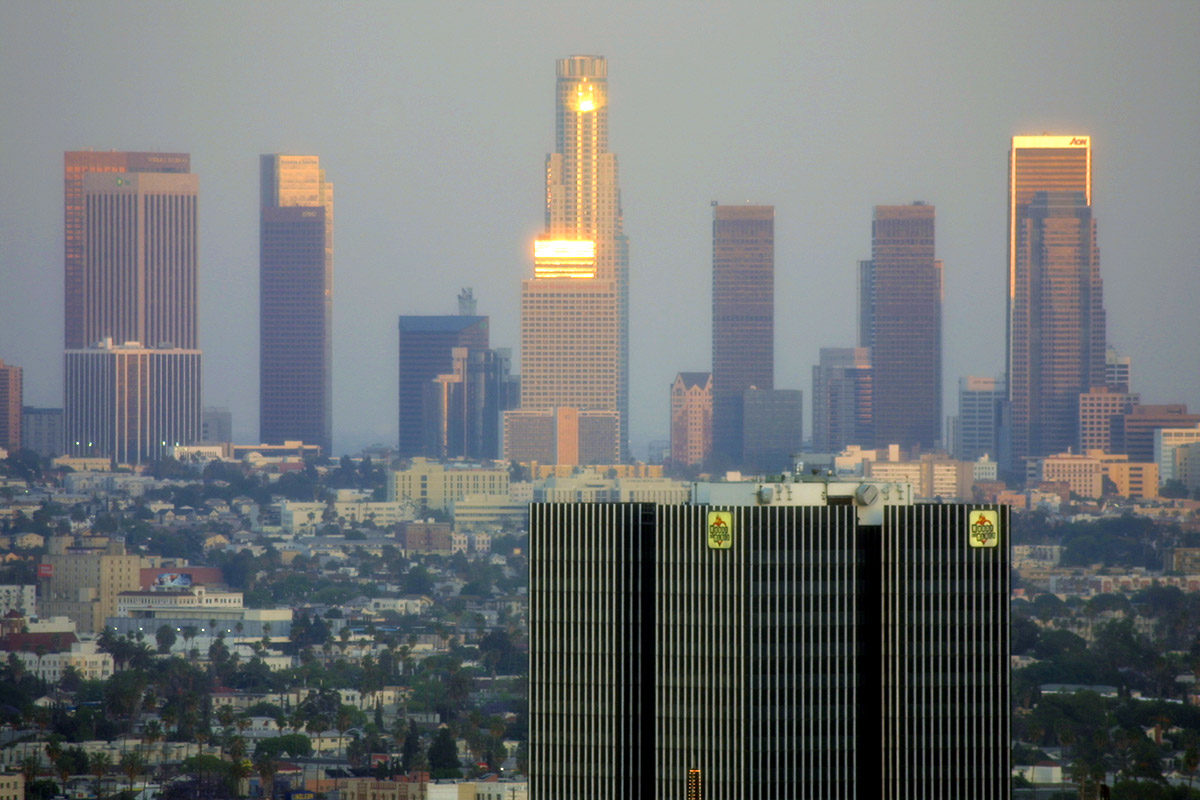
La downtown di Los Angeles, raffigurata sulla copertina del singolo.

Il sentimento di alienazione di Kiedis dai suoi compagni lo portarono a credere che la città di Los Angeles fosse il suo unico compagno: «Sentii un legame inespresso tra me e la mia città. Avrei passato così tanto tempo a vagare per le strade di Los Angeles e per le colline di Hollywood che sentivo ci fosse un'entità non umana, forse lo spirito delle colline e della città, che era dalla mia parte e si prendeva cura di me.» La strofa "Sometimes I feel like / My only friend / Is the city I live in / The City of Angels / Lonely as I am / Together we cry" mostra un collegamento diretto tra l'isolamento di Kiedis e il senso di suscettibilità. Nonostante queste emozioni, Kiedis credeva che la sua vita fosse migliore senza la dipendenza dalle droghe, dicendo alla rivista Rolling Stone che «non importava quanto fossi triste o solitario, le cose erano un milione per cento migliori rispetto a due anni prima, quando ero con la droga tutto il tempo. Non c'è alcun confronto.» L'ideologia ottimista ha dato alla luce il ritornello della canzone:
Il luogo dove ama essere sono i suoi amici e familiari. La strofa successiva al ritornello tratta dei duri effetti dei farmaci sulla vita di Kiedis; questa strofa illustra infatti i suoi sforzi per entrare in un territorio di una gang sotto un ponte per l'acquisto di droga, fingendo che la sorella di uno dei membri della gang fosse la sua fidanzata per essere ammesso all'interno del gruppo. Anche se acquistò con successo le droghe, Kiedis ritiene che questo momento sia uno dei peggiori della sua vita, come ha dimostrato il livello al quale era disposto a scendere per alimentare la sua dipendenza. Per questo motivo, il cantante si rifiuta di riconoscere la posizione del ponte, anche se egli osserva che è nel centro di Los Angeles.

### Musica e composizione
Under the Bridge è eseguita in un tempo in 4/4 nella tonalità di Re Maggiore, spostandosi in quella di Mi maggiore dopo l'introduzione del primo verso. Il brano segna un importante cambiamento nello stile di Kiedis, che aveva trascorso gran parte della sua carriera cantando rapidamente a causa della sua limitata capacità di raggiungere le note alte. La canzone inizia con Frusciante che suona un'introduzione moderatamente lenta, per la quale il chitarrista ha dichiarato di essere stato influenzato dalla canzone Andy Warhol di David Bowie. Quando Kiedis inizia a cantare, il riff della chitarra diventa più rapido e blocca il brano; il silenzio è rotto dall'hi-hat e dal cross-stick di Chad Smith con un ritmo moderatamente veloce. Frusciante prese in prestito un accordo di settima in Mi maggiore dalla canzone Rip Off della band glam rock T. Rex del 1971; Frusciante a cuor leggero ha osservato che «ho fregato una canzone chiamata Rip Off. Ho pensato che era interessante.»
La canzone continua con un'altra strofa ed il successivo ritornello, quando nel brano comincia a suonare il basso. Dopo il verso successivo la chitarra segna di nuovo una pausa prima dell'inizio del coro. Il secondo ritornello passa in un verso diverso, dove Chad Smith comincia a suonare la batteria, e Kiedis canta "Take me all the way / Yeah/ Yeah-e-yeah / Oh no, no". Un coro (che vede la partecipazione di Gail Bruno, madre di Frusciante e delle sue colleghe), la cui presenza è stata aggiunta per rendere il suono finale più epico, canta "Under the bridge downtown", a cui Kiedis risponde: "Is where I drew some blood[...]I could not get enough[...]Forgot about my love[...]I gave my life away". Quando il coro, Kiedis e la batteria si fermano, Frusciante e Flea suonano l'outro fino alla fine.

## Pubblicazione e accoglienza
Il primo singolo estratto da Blood Sugar Sex Magik fu Give It Away, che raggiunse il primo posto della Alternative Songs alla fine del 1991. La band non prevedeva che Under the Bridge sarebbe stato un successo, ma capì il potenziale rendimento commerciale. La Warner Bros. Records inviò dei rappresentanti ad un concerto dei Red Hot per determinare quale canzone sarebbe dovuta essere il prossimo singolo. Quando Frusciante iniziò a suonare Under the Bridge, Kiedis perse l'attacco e tutto il pubblico cominciò a cantare la canzone. Kiedis disse di essere «mortificato perché ho fatto una cazzata di fronte ai rappresentanti della Warner [...] Mi sono scusato per quella cazzata, ma dissero "cazzata"? Stai scherzando? Quando ogni singolo bambino ad un concerto canta una canzone, quello è il nostro prossimo singolo.» Under the Bridge diventò il secondo singolo estratto dall'album nel marzo del 1992. Passò ventisei settimane nella Billboard Hot 100, piazzandosi al secondo posto. Il singolo fu certificato con il disco di platino dalla Recording Industry Association of America.
La risposta della critica a Under the Bridge fu universalmente positiva. David Fricke del Rolling Stone, per esempio, ha dichiarato che la canzone è "un'aspra e insolitamente pensierosa ballata", commentando che la canzone "ha portato la band nella top 10".
Nel 2002, la rivista Kerrang! mise la canzone al sesto posto della classifica 100 Greatest Singles of All Time. Under The Bridge è al numero 180 della lista 1001 Best Songs, Ever della rivista Q. Life l'ha inclusa nella classifica 40 Years of Rock & Roll, 5 Songs Per Year 1952–1991, per l'anno 1991. La canzone è stata classificata al quindicesimo posto da VH1 nella classifica 100 Greatest Songs of the 90s.. Rolling Stone ed il canale musicale MTV hanno compilato una lista delle 100 Greatest Pop Songs Since The Beatles nel 2000, con il brano che fu posizionato al 54º posto. Under the Bridge è stata anche classificata al 98º posto nella lista delle 100 migliori canzoni con chitarra secondo Rolling Stone.

## Successo commerciale
La canzone divenne un successo critico e commerciale e riuscì a rimanere per ventisei settimane nella Billboard Hot 100, la classifica dei 100 singoli più venduti e più trasmessi dalle radio negli Stati Uniti, arrivando anche al secondo posto. Questo brano ha contribuito a far entrare la band nel mainstream e, in parte, anche all'uscita del chitarrista John Frusciante dalla band, poiché preferiva che il gruppo mantenesse una mentalità underground. La canzone è diventata fonte di ispirazione per molti artisti e rimane una componente fondamentale del rock alternativo della prima metà degli anni novanta.

## Video musicale

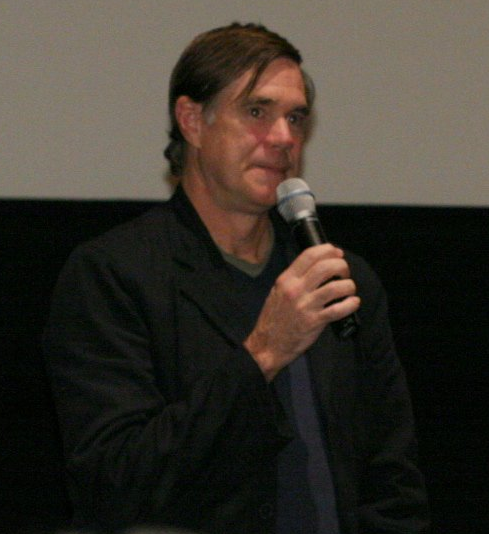
Gus Van Sant, regista del video di Under The Bridge

Il videoclip fu diretto dal regista Gus Van Sant, che ha fotografato la band durante il loro soggiorno allo studio di registrazione The Mansion e ha fornito la direzione artistica di Blood Sugar Sex Magik. Van Sant conosceva Flea perché il bassista aveva avuto un ruolo nel suo film Belli e dannati del 1991. I membri della band rispettavano Van Sant sia come persona che come artista e si esaltarono quando accettò di dirigere il video di Under the Bridge. Flea considera il video come "la cosa che davvero ci ha fatto sfondare nel mainstream americano e in tutto il mondo della cultura pop".
Il video è stato girato per le strade di Los Angeles e in uno studio di registrazione. Le immagini cominciano con Frusciante in piedi su un piedistallo, indossando vestiti scelti dalla fidanzata del chitarrista del tempo, Toni Oswald; una camicia a strisce bianche e rosse con un colletto marrone, pantaloni kaki, scarpe marroni, e un cappello multicolore con pom-pom e lupi bianchi cuciti nel mezzo. Suona una Fender Jaguar del 1966 sullo sfondo di un deserto; la chitarra usata nel video è attualmente esposta all'Hard Rock Cafe di Caracas. Frusciante ricorda la reazione sorpresa, seppur favorevole, di Van Sant: «quando andai [nello studio] Gus Van Sant è stato il solo a guardarmi e disse "Dio, sono così felice che abbia indossato quel cappello. Sono così felice che abbia indossato quella camicia. Oh! Quei pantaloni sono fantastici, sono contento che tu li abbia indossati."». Il video segna un cambiamento significativo nell'inquadratura su Frusciante: lui non volle più saltare intorno con fervore come aveva fatto negli altri video della band.
Quando Kiedis inizia a cantare, appare sulla telecamera inondata di luce viola con stelle fluorescenti blu come sfondo, circondato da nuvole. Successivamente l'immagine della skyline della città di residenza di Van Sant, Portland, si sovrappone dal suo mento verso il basso. Flea e Smith poi appaiono, mentre suonano i propri strumenti. Queste scene sono accoppiate con scene in cui Kiedis cammina per le strade di Los Angeles, con indosso una t-shirt bianca con la scritta "To Hell And Back" stampata sulla parte davanti; mentre cammina, la telecamera si sofferma su varie persone. Questo, secondo Kiedis, era vitale; sentiva che la sola parte in studio non avrebbe sufficientemente trasmesso le emozioni: «la prima volta che girammo [il video], era tutto in uno studio e questo non sembrò catturare tutto quello che c'era bisogno di catturare. C'era bisogno di più; c'era bisogno che tutto fosse combinato con una cosa esterna, le strade-di-Los-Angeles.» Verso la fine, si vede Kiedis correre lungo il fiume di Los Angeles al rallentatore, con sullo sfondo l'esplosione di una bomba atomica. Il video termina con varie immagini sovrapposte della band, seguite da Frusciante che suona solo su un piedistallo, questa volta con un'immagine rovesciata dell'oceano al posto del cielo.
MTV trasmise molte volte il video di Under the Bridge; agli MTV Video Music Awards del 1992 i Red Hot Chili Peppers vinsero grazie a questo video la categoria "Breakthrough Video" e "Viewers Choice Best Video"; la stessa band vinse nella categoria "Best Art Direction" grazie al video di Give It Away. I Red Hot erano inoltre stati candidati nelle categorie "Best Video", "Best Group" e "Best Direction".

## Tracce
CD-Maxi (Warner 9362-40358-2)
1. Under the Bridge (LP Version) – 4:34
2. Sikamikanico – 3:25
3. Give It Away (12" Mix) – 6:02
4. Give It Away (Rasta Mix) – 6:47

7" Single (Warner 5439-19010-7 [de])
1. Under the Bridge (LP Version) – 4:34
2. Sikamikanico – 3:25

## Classifiche

### Classifiche settimanali
| Classifica (1992)             | Posizione massima |
| ----------------------------- | ----------------- |
| Australia                     | 1                 |
| Belgio (Fiandre)              | 1                 |
| Canada                        | 3                 |
| Germania                      | 11                |
| Irlanda                       | 20                |
| Norvegia                      | 10                |
| Nuova Zelanda                 | 2                 |
| Paesi Bassi                   | 1                 |
| Regno Unito                   | 13                |
| Stati Uniti                   | 2                 |
| Stati Uniti (alternative)     | 6                 |
| Stati Uniti (mainstream rock) | 2                 |
| Stati Uniti (radio)           | 3                 |

### Classifiche di fine anno
| Classifica (1992) | Posizione |
| ----------------- | --------- |
| Australia         | 9         |
| Belgio (Fiandre)  | 14        |
| Germania          | 39        |
| Nuova Zelanda     | 7         |
| Paesi Bassi       | 6         |
| Stati Uniti       | 8         |

## Formazione
Gruppo
- Anthony Kiedis – voce
- John Frusciante – chitarra
- Flea – basso
- Chad Smith – batteria

Altri musicisti
- Gail Frusciante e amici – coro

Produzione
- Rick Rubin – produzione
- Brendan O'Brien – ingegneria del suono

## Versione delle All Saints
Una versione del brano è stata registrata nel 1997 dal gruppo musicale britannico All Saints e pubblicata il 27 aprile 1998 come primo singolo estratto dal primo album in studio All Saints.

### Descrizione
Il brano è stato pubblicato in alcuni paesi come doppio singolo insieme a Lady Marmalade ed è stato prodotto da Nellee Hooper e Karl Gordon.

### Tracce
7" Single (London LON 408 [uk])
1. Under the Bridge – 5:03
2. Lady Marmalade ('98 Remix) – 4:03

CD-Maxi (London 570 175-2 / EAN 0731457017524)
1. Under the Bridge – 5:03
2. Lady Marmalade ('98 Remix) – 4:03
3. No More Lies (98) – 4:08
4. Lady Marmalade (Henry & Hayne's Lo Jam Mix) – 6:51

- Extra: Under the Bridge (Video)

### Classifiche
| Classifica (1998) | Posizione massima |
| ----------------- | ----------------- |
| Australia         | 5                 |
| Austria           | 28                |
| Belgio (Fiandre)  | 33                |
| Belgio (Vallonia) | 12                |
| Finlandia         | 10                |
| Francia           | 31                |
| Germania          | 37                |
| Irlanda           | 3                 |
| Norvegia          | 16                |
| Nuova Zelanda     | 4                 |
| Paesi Bassi       | 18                |
| Regno Unito       | 1                 |
| Svezia            | 16                |
| Svizzera          | 24                |

## Altre versioni
Un'altra versione del brano, oltre alla cover realizzata dalle All Saints, è stata incisa dal chitarrista messicano Carlos Santana, che l'ha inclusa nel suo diciottesimo album Guitar Heaven: The Greatest Guitar Classics of All Time.. La canzone Bedrock Anthem di "Weird Al" Yankovic è una parodia sia di Under The Bridge che di Give It Away, altro pezzo famoso dei Red Hot; della prima traccia, Bedrock Anthem riprende solo l'introduzione e il primo verso.
Nel 2009, il trio di Stanley Clarke ha fatto una reinterpretazione della canzone ed è stata inclusa nell'album "Jazz In The Garden"
La band hip hop Gym Class Heroes ha eseguito Under The Bridge per la raccolta Punk Goes '90s, un album in cui sono state inserite delle canzoni popolari negli anni novante, eseguite da artisti contemporanei. La Royal Philharmonic Orchestra ha riarrangiato Under the Bridge in molte occasioni. Mos Def ha incluso il verso iniziale del singolo dei Red Hot Chili Peppers nella sua canzone Brooklyn, inclusa nell'album Black on Both Sides.